# Das Große Lego Rennen
Das Große Lego Rennen im Legoland Deutschland (Günzburg, Bayern, Deutschland) ist eine stählerne Wilde-Maus-Achterbahn des Herstellers Mack Rides, die 2002 als Project X – Test Strecke eröffnet wurde. Zur 2018er Saison wurde die Bahn mit einer VR-Option ergänzt und in den neuen Namen umbenannt. Die VR-Option wurde zur 2019er Saison wieder entfernt.
Die 400 m lange Strecke ist nach Lego Technic thematisiert, erreicht eine Höhe von 15,8 m und verfügt über eine 15,2 m hohe Abfahrt, auf der die Wagen eine Höchstgeschwindigkeit von 56,3 km/h erreichen. Wie für eine Wilde Maus üblich, verfügt die Bahn über zahlreiche Mauskurven.
Von diesem Modell gibt es acht weitere, baugleiche Anlagen, davon auch Auslieferungen mit ähnlicher Thematisierung in den Legoland-Parks Florida, Malaysia, California und Billund.

## Wagen
Das Große Lego Rennen besitzt einzelne Wagen. In jedem Wagen können vier Personen (zwei Reihen à zwei Personen) Platz nehmen.